# Diospyros amabi
Diospyros amabi är en tvåhjärtbladig växtart som beskrevs av B. Walln. Diospyros amabi ingår i släktet Diospyros och familjen Ebenaceae. Inga underarter finns listade i Catalogue of Life.